# Magny-lès-Jussey
Magny-lès-Jussey är en kommun i departementet Haute-Saône i regionen Bourgogne-Franche-Comté i östra Frankrike. Kommunen ligger i kantonen Jussey som tillhör arrondissementet Vesoul. År 2022 hade Magny-lès-Jussey 95 invånare.

## Befolkningsutveckling
Antalet invånare i kommunen Magny-lès-Jussey
| Referens: INSEE |